# Дорино Серафини
Теодоро „Дорино“ Серафини (на италиански: Dorino Serafini е бивш пилот от Формула 1. Роден на 22 юли 1909 г. в Песаро, Италия.

## Формула 1
Дорино Серафини прави своя дебют във Формула 1 в Голямата награда на Италия през 1950 г. В световния шампионат записва 1 състезания като успява да завърши втори и да спечели три точки, качвайки се и на подиума, състезава се за Ферари.